# Békafalu
Békafalu (németül: Krottendorf bei Güssing, horvátul: Žablje Selo) Németújvár településrésze, egykor önálló község Ausztriában Burgenland tartományban a Németújvári járásban.

## Fekvése
Németújvár központjától 1 km-re nyugatra fekszik.

## Története
A település története a 16. század közepéig nyúlik vissza, amikor Batthyány Ferenc (horvát bán) birtokairól szlavóniai horvát családokat telepített le ide. Az új telepesek 12 évre szóló adómentességet kaptak. A falu a németújvári uradalomhoz és a várszentmiklósi plébániához tartozott. Lakói 1840-ig a várszentmiklósi temetőbe temetkeztek. 1643-ban 12 házban 50 lakos élt itt. 1804-ban 13 házában 47 lakos élt. 1828-ban 15 háza és 103 lakosa volt. 1842-ben tisztségviselői Michael Szamel bíró, valamint Franz Morth és Michael Gammer esküdtek.1857-ben 21 házat számláltak itt 115 lakossal. Lakói az idők során elnémetesedtek.
Fényes Elek szerint "Békafalva, Krotendorf, horvát falu, Vas vmegyében, 84 kath. lak. F. u. Batthyáni. Ut. p. Rába-Keresztur."
Vas vármegye monográfiája szerint " Békafalu, 21 házzal, 133 németajkú r. kath. lakossal. Postája és távirója Német-Ujvár. Földbirtokos Batthány Fülöp herczeg."
1910-ben 135, túlnyomórészt német lakosa volt. A trianoni békeszerződésig Vas vármegye Németújvári járásához tartozott. 1921-ben Ausztria Burgenland tartományának része lett. A gyerekek 1923-ig Várszentmiklósra, azután Németújvárra jártak iskolába. 2001-ben 215 volt a lakosok száma.

## Külső hivatkozások
- Várszentmiklós weboldala
- Békefalu a dél-burgenlandi települések honlapján
- Burgenland településeinek történeti lexikona